# Cunningar
Cunningar är en by i kommunen Harden Shire i New South Wales i Australien, belägen cirka fem kilometer sydöst om Murrumburrah. Mellan 1877 och 1975 betjänades byn av Cunningar Railway Station, som låg utmed järnvägslinjen Main Southern Railway.